# Melligomphus cataractus
Melligomphus cataractus – gatunek ważki z rodziny gadziogłówkowatych (Gomphidae).